# عبدالرزاق ترائوره
عبدالرزاق ترائوره (انگلیسی: Abdou Razack Traoré؛ زادهٔ ۲۸ دسامبر ۱۹۸۸) بازیکن فوتبال اهل بورکینافاسو است.
از باشگاه‌هایی که در آن بازی کرده‌است می‌توان به باشگاه فوتبال غازی عینتاب‌اسپور، باشگاه فوتبال لخیا گدانسک، باشگاه فوتبال قونیه‌اسپور، باشگاه فوتبال کاردمیر قره‌بوک‌اسپور، باشگاه فوتبال سیواس‌اسپور، باشگاه فوتبال روزنبورگ، و باشگاه فوتبال الرجا اشاره کرد.
وی همچنین در تیم ملی فوتبال بورکینافاسو بازی کرده‌است.